# NBA In-Season Tournament 2023
Navigation
NBA Cup 2024
Le NBA In-Season Tournament 2023 de la NBA est un tournoi de basket-ball qui se dispute pendant la saison 2023-2024 de la NBA. Il s'agit de la première édition du tournoi. Les 30 équipes participent, avec quatre matchs durant la saison régulière qui comptent pour le tournoi. Les demi-finales et la finale du tournoi se jouent à la T-Mobile Arena de Las Vegas.
Les Lakers de Los Angeles remportent la première édition face aux Pacers de l'Indiana, avec LeBron James élu comme meilleur joueur du tournoi.

## Tirage au sort
Les premiers groupes sont révélés lors de l'annonce du tournoi le 8 juillet 2023. Les équipes sont réparties en cinq chapeaux par conférence sur la base du classement de la saison régulière 2022-2023. Le chapeau numéro 1 contient les équipes avec les trois meilleurs classements de la saison régulière dans chaque conférence, tandis que chapeau numéro 2 contient les équipes avec les quatrième à sixième meilleurs classements et ainsi de suite, concluant avec le chapeau numéro 5, qui contenait les équipes avec les trois moins bons classements (13e à 15e),.

### Chapeaux
| Chapeau | #  | Équipe                          | Bilan | Bilan |
| Chapeau | #  | Équipe                          | V     | D     |
| ------- | -- | ------------------------------- | ----- | ----- |
| 1       | 1  | Nuggets de Denver               | 53    | 29    |
| 1       | 2  | Grizzlies de Memphis            | 51    | 31    |
| 1       | 3  | Kings de Sacramento             | 48    | 34    |
| 2       | 4  | Suns de Phoenix                 | 45    | 37    |
| 2       | 5  | Clippers de Los Angeles         | 44    | 38    |
| 2       | 6  | Warriors de Golden State        | 44    | 38    |
| 3       | 7  | Lakers de Los Angeles           | 43    | 39    |
| 3       | 8  | Timberwolves du Minnesota       | 42    | 40    |
| 3       | 9  | Pelicans de La Nouvelle-Orléans | 42    | 40    |
| 4       | 10 | Thunder d'Oklahoma City         | 40    | 42    |
| 4       | 11 | Mavericks de Dallas             | 38    | 44    |
| 4       | 12 | Jazz de l'Utah                  | 37    | 45    |
| 5       | 13 | Trail Blazers de Portland       | 33    | 49    |
| 5       | 14 | Rockets de Houston              | 22    | 60    |
| 5       | 15 | Spurs de San Antonio            | 22    | 60    |

| Chapeau | #  | Equipe                 | Bilan | Bilan |
| Chapeau | #  | Equipe                 | V     | D     |
| ------- | -- | ---------------------- | ----- | ----- |
| 1       | 1  | Bucks de Milwaukee     | 58    | 24    |
| 1       | 2  | Celtics de Boston      | 57    | 25    |
| 1       | 3  | 76ers de Philadelphie  | 54    | 28    |
| 2       | 4  | Cavaliers de Cleveland | 51    | 31    |
| 2       | 5  | Knicks de New York     | 47    | 35    |
| 2       | 6  | Nets de Brooklyn       | 45    | 37    |
| 3       | 7  | Heat de Miami          | 44    | 38    |
| 3       | 8  | Hawks d'Atlanta        | 41    | 41    |
| 3       | 9  | Raptors de Toronto     | 41    | 41    |
| 4       | 10 | Bulls de Chicago       | 40    | 42    |
| 4       | 11 | Pacers de l'Indiana    | 35    | 47    |
| 4       | 12 | Wizards de Washington  | 35    | 47    |
| 5       | 13 | Magic d'Orlando        | 34    | 48    |
| 5       | 14 | Hornets de Charlotte   | 27    | 55    |
| 5       | 15 | Pistons de Détroit     | 17    | 65    |

### Tirage au sort des groupes
| Groupe A | Groupe B | Groupe C |
| --- | --- | --- |
| Grizzlies de Memphis (2) Suns de Phoenix (4) Lakers de Los Angeles (7) Jazz de l'Utah (12) Trail Blazers de Portland (13) | Nuggets de Denver (1) Clippers de Los Angeles (5) Pelicans de La Nouvelle-Orléans (9) Mavericks de Dallas (11) Rockets de Houston (14) | Kings de Sacramento (3) Warriors de Golden State (6) Timberwolves du Minnesota (8) Thunder d'Oklahoma City (10) Spurs de San Antonio (15) |

| Groupe A | Groupe B | Groupe C |
| --- | --- | --- |
| 76ers de Philadelphie (3) Cavaliers de Cleveland (4) Hawks d'Atlanta (8) Pacers de l'Indiana (11) Pistons de Détroit (15) | Bucks de Milwaukee (1) Knicks de New York (5) Heat de Miami (7) Wizards de Washington (12) Hornets de Charlotte (14) | Celtics de Boston (2) Nets de Brooklyn (6) Raptors de Toronto (9) Bulls de Chicago (10) Magic d'Orlando (13) |

## Phase de groupes
Chaque conférence est divisée en trois groupes. Les matchs de la saison régulière joués les mardis et vendredis entre le 3 novembre et le 28 novembre 2023 comptent dans le classement de la saison régulière et dans le classement de la phase de groupe du tournoi. le calendrier des matchs est dévoilé le 15 août 2023.

### Classements et résultats
En cas d'égalité entre deux ou plusieurs équipes dans un groupe, les critères de départage sont les suivants :
1. Confrontations entre les deux équipes dans la phase de groupe ;
2. Différence de points dans la phase de groupe ;
3. Total des points marqués dans la phase de groupe ;
4. Bilan de la saison régulière 2022-2023 ;
5. Tirage au sort.

Légende :
- Qualification pour les quarts de finale

#### Conférence Est - Groupe A
| Rang | Équipe                 | %   | J | G | P | Pp  | Pc  | Diff |
| ---- | ---------------------- | --- | - | - | - | --- | --- | ---- |
| 1    | Pacers de l'Indiana    | 100 | 4 | 4 | 0 | 546 | 507 | 39   |
| 2    | Cavaliers de Cleveland | 75  | 4 | 3 | 1 | 474 | 445 | 29   |
| 3    | 76ers de Philadelphie  | 50  | 4 | 2 | 2 | 485 | 476 | 9    |
| 4    | Hawks d'Atlanta        | 25  | 4 | 1 | 3 | 499 | 531 | -32  |
| 5    | Pistons de Détroit     | 0   | 4 | 0 | 4 | 439 | 484 | -45  |

#### Conférence Est - Groupe B
| Rang | Équipe                | %   | J | G | P | Pp  | Pc  | Diff |
| ---- | --------------------- | --- | - | - | - | --- | --- | ---- |
| 1    | Bucks de Milwaukee    | 100 | 4 | 4 | 0 | 502 | 456 | 46   |
| 2    | Knicks de New York    | 75  | 4 | 3 | 1 | 440 | 398 | 42   |
| 3    | Heat de Miami         | 50  | 4 | 2 | 2 | 454 | 450 | 4    |
| 4    | Hornets de Charlotte  | 25  | 4 | 1 | 3 | 419 | 473 | -54  |
| 5    | Wizards de Washington | 0   | 4 | 0 | 4 | 458 | 496 | -38  |

#### Conférence Est - Groupe C
| Rang | Équipe             | %  | J | G | P | Pp  | Pc  | Diff |
| ---- | ------------------ | -- | - | - | - | --- | --- | ---- |
| 1    | Celtics de Boston  | 75 | 4 | 3 | 1 | 449 | 422 | 27   |
| 2    | Magic d'Orlando    | 75 | 4 | 3 | 1 | 446 | 424 | 22   |
| 3    | Nets de Brooklyn   | 75 | 4 | 3 | 1 | 455 | 435 | 20   |
| 4    | Raptors de Toronto | 25 | 4 | 1 | 3 | 436 | 457 | -21  |
| 5    | Bulls de Chicago   | 0  | 4 | 0 | 4 | 409 | 457 | -48  |

#### Conférence Ouest - Groupe A
| Rang | Équipe                    | %   | J | G | P | Pp  | Pc  | Diff |
| ---- | ------------------------- | --- | - | - | - | --- | --- | ---- |
| 1    | Lakers de Los Angeles     | 100 | 4 | 4 | 0 | 494 | 420 | 74   |
| 2    | Suns de Phoenix           | 75  | 4 | 3 | 1 | 480 | 446 | 34   |
| 3    | Jazz de l'Utah            | 50  | 4 | 2 | 2 | 469 | 482 | -13  |
| 4    | Trail Blazers de Portland | 25  | 4 | 1 | 3 | 416 | 455 | -39  |
| 5    | Grizzlies de Memphis      | 0   | 4 | 0 | 4 | 430 | 486 | -56  |

#### Conférence Ouest - Groupe B
| Rang | Équipe                          | %  | J | G | P | Pp  | Pc  | Diff |
| ---- | ------------------------------- | -- | - | - | - | --- | --- | ---- |
| 1    | Pelicans de La Nouvelle-Orléans | 75 | 4 | 3 | 1 | 463 | 430 | 33   |
| 2    | Rockets de Houston              | 50 | 4 | 2 | 2 | 424 | 414 | 10   |
| 3    | Mavericks de Dallas             | 50 | 4 | 2 | 2 | 489 | 497 | -8   |
| 4    | Nuggets de Denver               | 50 | 4 | 2 | 2 | 432 | 442 | -10  |
| 5    | Clippers de Los Angeles         | 25 | 4 | 1 | 3 | 446 | 471 | -25  |

#### Conférence Ouest - Groupe C
| Rang | Équipe                    | %   | J | G | P | Pp  | Pc  | Diff |
| ---- | ------------------------- | --- | - | - | - | --- | --- | ---- |
| 1    | Kings de Sacramento       | 100 | 4 | 4 | 0 | 482 | 452 | 30   |
| 2    | Timberwolves du Minnesota | 75  | 4 | 3 | 1 | 438 | 438 | 0    |
| 3    | Warriors de Golden State  | 50  | 4 | 2 | 2 | 483 | 479 | 4    |
| 4    | Thunder d'Oklahoma City   | 25  | 4 | 1 | 3 | 463 | 439 | 24   |
| 5    | Spurs de San Antonio      | 0   | 4 | 0 | 4 | 429 | 487 | -58  |

### Classement des équipes classées deuxièmes
En cas d'égalité entre deux ou plusieurs équipes, les critères de départage sont les suivants :
1. Confrontations entre les deux équipes dans la phase de groupe ;
2. Différence de points dans la phase de groupe ;
3. Total des points marqués dans la phase de groupe ;
4. Bilan de la saison régulière 2022-2023 ;
5. Tirage au sort.

| Rang | Équipe                 | %  | J | G | P | Pp  | Pc  | Diff |
| ---- | ---------------------- | -- | - | - | - | --- | --- | ---- |
| 1    | Knicks de New York     | 75 | 4 | 3 | 1 | 440 | 398 | 42   |
| 2    | Cavaliers de Cleveland | 75 | 4 | 3 | 1 | 474 | 445 | 29   |
| 3    | Magic d'Orlando        | 75 | 4 | 3 | 1 | 446 | 424 | 22   |

| Rang | Équipe                    | %  | J | G | P | Pp  | Pc  | Diff |
| ---- | ------------------------- | -- | - | - | - | --- | --- | ---- |
| 1    | Suns de Phoenix           | 75 | 4 | 3 | 1 | 480 | 446 | 34   |
| 2    | Timberwolves du Minnesota | 75 | 4 | 3 | 1 | 438 | 438 | 0    |
| 3    | Rockets de Houston        | 50 | 4 | 2 | 2 | 424 | 414 | 10   |

## Phases finales
Les vainqueurs de chaque groupe se qualifient pour la phase d'élimination directe, tout comme les meilleurs seconds de chaque conférence. Les quarts de finale se joueront sur les terrains des deux meilleures équipes de chaque conférence les 4 et 5 décembre 2023. Les demi-finales a lieu le 7 décembre 2023 et la finale a lieu le 9 décembre 2023. Les demi-finales et la finale se jouent à la T-Mobile Arena de Las Vegas.
Les quarts de finale et les demi-finales sont également considérés comme des matchs de saison régulière, ce qui affecte les positions des équipes au classement de la ligue, mais pas la finale. Les statistiques de la finale ne sont pas comptabilisées dans les totaux de la saison régulière.

### Équipes qualifiées
Les équipes sont classées en fonction de leurs performances lors de la phase de groupes. Dans chaque conférence le meilleur vainqueur de groupe affronte le meilleur deuxième et le deuxième meilleur vainqueur de groupe affrontent le troisième meilleur vainqueur.
| Rang | Équipe              | %   | J | G | P | Pp  | Pc  | Diff |
| ---- | ------------------- | --- | - | - | - | --- | --- | ---- |
| 1    | Bucks de Milwaukee  | 100 | 4 | 4 | 0 | 502 | 456 | 46   |
| 2    | Pacers de l'Indiana | 100 | 4 | 4 | 0 | 546 | 507 | 39   |
| 3    | Celtics de Boston   | 75  | 4 | 3 | 1 | 449 | 422 | 27   |
|      |                     |     |   |   |   |     |     |      |
| 4    | Knicks de New York  | 75  | 4 | 3 | 1 | 440 | 398 | 42   |

| Rang | Équipe                          | %   | J | G | P | Pp  | Pc  | Diff |
| ---- | ------------------------------- | --- | - | - | - | --- | --- | ---- |
| 1    | Lakers de Los Angeles           | 100 | 4 | 4 | 0 | 494 | 420 | 74   |
| 2    | Kings de Sacramento             | 100 | 4 | 4 | 0 | 482 | 452 | 30   |
| 3    | Pelicans de La Nouvelle-Orléans | 75  | 4 | 3 | 1 | 463 | 430 | 33   |
|      |                                 |     |   |   |   |     |     |      |
| 4    | Suns de Phoenix                 | 75  | 4 | 3 | 1 | 480 | 446 | 34   |

### Tableau
|  | Quarts de finale                   | Quarts de finale                | Quarts de finale                | Quarts de finale                |                       |                       | Demi-finales           | Demi-finales           | Demi-finales           | Demi-finales           |  |  | Finale                 | Finale                 | Finale                 | Finale                 |
|  |                                    |                                 |                                 |                                 |                       |                       |                        |                        |                        |                        |  |  |                        |                        |                        |                        |
|  | 5 décembre 2023 – Milwaukee, WI    | 5 décembre 2023 – Milwaukee, WI | 5 décembre 2023 – Milwaukee, WI | 5 décembre 2023 – Milwaukee, WI |                       |                       | 7 décembre – Las Vegas | 7 décembre – Las Vegas | 7 décembre – Las Vegas | 7 décembre – Las Vegas |  |  | 9 décembre – Las Vegas | 9 décembre – Las Vegas | 9 décembre – Las Vegas | 9 décembre – Las Vegas |
|  | 5 décembre 2023 – Milwaukee, WI    | 5 décembre 2023 – Milwaukee, WI | 5 décembre 2023 – Milwaukee, WI | 5 décembre 2023 – Milwaukee, WI |                       |                       | 7 décembre – Las Vegas | 7 décembre – Las Vegas | 7 décembre – Las Vegas | 7 décembre – Las Vegas |  |  | 9 décembre – Las Vegas | 9 décembre – Las Vegas | 9 décembre – Las Vegas | 9 décembre – Las Vegas |
|  | Bucks de Milwaukee                 | Bucks de Milwaukee              | 146                             | 146                             |                       |                       | 7 décembre – Las Vegas | 7 décembre – Las Vegas | 7 décembre – Las Vegas | 7 décembre – Las Vegas |  |  | 9 décembre – Las Vegas | 9 décembre – Las Vegas | 9 décembre – Las Vegas | 9 décembre – Las Vegas |
|  | Bucks de Milwaukee                 | Bucks de Milwaukee              | 146                             | 146                             |                       |                       | 7 décembre – Las Vegas | 7 décembre – Las Vegas | 7 décembre – Las Vegas | 7 décembre – Las Vegas |  |  | 9 décembre – Las Vegas | 9 décembre – Las Vegas | 9 décembre – Las Vegas | 9 décembre – Las Vegas |
|  | Knicks de New York                 | Knicks de New York              | 122                             | 122                             |                       |                       | 7 décembre – Las Vegas | 7 décembre – Las Vegas | 7 décembre – Las Vegas | 7 décembre – Las Vegas |  |  | 9 décembre – Las Vegas | 9 décembre – Las Vegas | 9 décembre – Las Vegas | 9 décembre – Las Vegas |
|  | Knicks de New York                 | Knicks de New York              | 122                             | 122                             | Bucks de Milwaukee    | Bucks de Milwaukee    | 119                    | 119                    |                        |                        |  |  | 9 décembre – Las Vegas | 9 décembre – Las Vegas | 9 décembre – Las Vegas | 9 décembre – Las Vegas |
|  | 4 décembre 2023 – Indianapolis, IN |                                 |                                 |                                 | Bucks de Milwaukee    | Bucks de Milwaukee    | 119                    | 119                    |                        |                        |  |  | 9 décembre – Las Vegas | 9 décembre – Las Vegas | 9 décembre – Las Vegas | 9 décembre – Las Vegas |
|  |                                    |                                 | Pacers de l'Indiana             | Pacers de l'Indiana             | 128                   | 128                   |                        |                        |                        |                        |  |  | 9 décembre – Las Vegas | 9 décembre – Las Vegas | 9 décembre – Las Vegas | 9 décembre – Las Vegas |
|  | Pacers de l'Indiana                | Pacers de l'Indiana             | Pacers de l'Indiana             | Pacers de l'Indiana             | 128                   | 128                   | 122                    | 122                    |                        |                        |  |  | 9 décembre – Las Vegas | 9 décembre – Las Vegas | 9 décembre – Las Vegas | 9 décembre – Las Vegas |
|  | Pacers de l'Indiana                | Pacers de l'Indiana             | 7 décembre – Las Vegas          |                                 |                       |                       | 122                    | 122                    |                        |                        |  |  | 9 décembre – Las Vegas | 9 décembre – Las Vegas | 9 décembre – Las Vegas | 9 décembre – Las Vegas |
|  | Celtics de Boston                  | Celtics de Boston               | 112                             | 112                             |                       |                       |                        |                        |                        |                        |  |  | 9 décembre – Las Vegas | 9 décembre – Las Vegas | 9 décembre – Las Vegas | 9 décembre – Las Vegas |
|  | Celtics de Boston                  | Celtics de Boston               | 112                             | 112                             | Pacers de l'Indiana   | Pacers de l'Indiana   | 109                    | 109                    |                        |                        |  |  |                        |                        |                        |                        |
|  | 5 décembre 2023 – Los Angeles, CA  |                                 |                                 |                                 | Pacers de l'Indiana   | Pacers de l'Indiana   | 109                    | 109                    |                        |                        |  |  |                        |                        |                        |                        |
|  |                                    |                                 | Lakers de Los Angeles           | Lakers de Los Angeles           | 123                   | 123                   |                        |                        |                        |                        |  |  |                        |                        |                        |                        |
|  | Lakers de Los Angeles              | Lakers de Los Angeles           | Lakers de Los Angeles           | Lakers de Los Angeles           | 123                   | 123                   | 106                    | 106                    |                        |                        |  |  |                        |                        |                        |                        |
|  | Lakers de Los Angeles              | Lakers de Los Angeles           |                                 |                                 |                       |                       |                        |                        |                        |                        |  |  |                        |                        |                        |                        |
|  | Suns de Phoenix                    | Suns de Phoenix                 | 103                             | 103                             |                       |                       |                        |                        |                        |                        |  |  |                        |                        |                        |                        |
|  | Suns de Phoenix                    | Suns de Phoenix                 | 103                             | 103                             | Lakers de Los Angeles | Lakers de Los Angeles | 133                    | 133                    |                        |                        |  |  |                        |                        |                        |                        |
|  | 4 décembre 2023 – Sacramento, CA   |                                 |                                 |                                 | Lakers de Los Angeles | Lakers de Los Angeles | 133                    | 133                    |                        |                        |  |  |                        |                        |                        |                        |
|  |                                    |                                 | Pelicans de La Nouvelle-Orléans | Pelicans de La Nouvelle-Orléans | 89                    | 89                    |                        |                        |                        |                        |  |  |                        |                        |                        |                        |
|  | Kings de Sacramento                | Kings de Sacramento             | Pelicans de La Nouvelle-Orléans | Pelicans de La Nouvelle-Orléans | 89                    | 89                    | 117                    | 117                    |                        |                        |  |  |                        |                        |                        |                        |
|  | Kings de Sacramento                | Kings de Sacramento             |                                 |                                 |                       |                       |                        | 117                    |                        |                        |  |  |                        |                        |                        |                        |
|  | Pelicans de La Nouvelle-Orléans    | Pelicans de La Nouvelle-Orléans | 127                             | 127                             |                       |                       |                        |                        |                        |                        |  |  |                        |                        |                        |                        |
|  | Pelicans de La Nouvelle-Orléans    | Pelicans de La Nouvelle-Orléans | 127                             | 127                             |                       |                       |                        |                        |                        |                        |  |  |                        |                        |                        |                        |
|  |                                    |                                 |                                 |                                 |                       |                       |                        |                        |                        |                        |  |  |                        |                        |                        |                        |

### Quarts de finale
| 4 décembre 2023 19h30 EDT | Rapport | Celtics de Boston 112, Pacers de l'Indiana 122     | Celtics de Boston 112, Pacers de l'Indiana 122 | Celtics de Boston 112, Pacers de l'Indiana 122                     |  | Gainbridge Fieldhouse, Indianapolis, IN Affluence : 16 693 Arbitres : #8 Marc Davis, #26 Pat Fraher, #64 Justin Van Duyne | TNT |
| 4 décembre 2023 19h30 EDT | Rapport | Score par quart-temps : 24-22, 31-26, 23-37, 34-37 |                                                |                                                                    |  | Gainbridge Fieldhouse, Indianapolis, IN Affluence : 16 693 Arbitres : #8 Marc Davis, #26 Pat Fraher, #64 Justin Van Duyne | TNT |
| 4 décembre 2023 19h30 EDT | Rapport | Score par mi-temps : 55-48, 57-74                  |                                                |                                                                    |  | Gainbridge Fieldhouse, Indianapolis, IN Affluence : 16 693 Arbitres : #8 Marc Davis, #26 Pat Fraher, #64 Justin Van Duyne | TNT |
| 4 décembre 2023 19h30 EDT | Rapport | Jayson Tatum, 32 Jayson Tatum, 12 Derrick White, 8 | Points Rebonds Passes d.                       | Tyrese Haliburton, 26 Haliburton, Turner, 10 Tyrese Haliburton, 13 |  | Gainbridge Fieldhouse, Indianapolis, IN Affluence : 16 693 Arbitres : #8 Marc Davis, #26 Pat Fraher, #64 Justin Van Duyne | TNT |

| 4 décembre 2023 22h00 EDT | Rapport | Pelicans de La Nouvelle-Orléans 127, Kings de Sacramento 117 | Pelicans de La Nouvelle-Orléans 127, Kings de Sacramento 117 | Pelicans de La Nouvelle-Orléans 127, Kings de Sacramento 117 |  | Golden 1 Center, Sacramento, CA Affluence : 18 048 Arbitres : #25 Tony Brothers, #4 Sean Wright, #30 John Butler | TNT |
| 4 décembre 2023 22h00 EDT | Rapport | Score par quart-temps : 35-36, 34-25, 31-30, 27-26           |                                                              |                                                              |  | Golden 1 Center, Sacramento, CA Affluence : 18 048 Arbitres : #25 Tony Brothers, #4 Sean Wright, #30 John Butler | TNT |
| 4 décembre 2023 22h00 EDT | Rapport | Score par mi-temps : 69-61, 58-56                            |                                                              |                                                              |  | Golden 1 Center, Sacramento, CA Affluence : 18 048 Arbitres : #25 Tony Brothers, #4 Sean Wright, #30 John Butler | TNT |
| 4 décembre 2023 22h00 EDT | Rapport | Brandon Ingram, 30 Jonas Valančiūnas, 11 C. J. McCollum, 7   | Points Rebonds Passes d.                                     | De'Aaron Fox, 30 Domantas Sabonis, 13 Domantas Sabonis, 10   |  | Golden 1 Center, Sacramento, CA Affluence : 18 048 Arbitres : #25 Tony Brothers, #4 Sean Wright, #30 John Butler | TNT |

| 5 décembre 2023 19h30 EDT | Rapport | Knicks de New York 122, Bucks de Milwaukee 146      | Knicks de New York 122, Bucks de Milwaukee 146 | Knicks de New York 122, Bucks de Milwaukee 146                                    |  | Fiserv Forum, Milwaukee, WI Affluence : 17 448 Arbitres : #15 Zach Zarba, #77 Karl Lane, #9 Natalie Sago | TNT |
| 5 décembre 2023 19h30 EDT | Rapport | Score par quart-temps : 35-37, 37-38, 24-37, 26-34  |                                                |                                                                                   |  | Fiserv Forum, Milwaukee, WI Affluence : 17 448 Arbitres : #15 Zach Zarba, #77 Karl Lane, #9 Natalie Sago | TNT |
| 5 décembre 2023 19h30 EDT | Rapport | Score par mi-temps : 72-75, 50-71                   |                                                |                                                                                   |  | Fiserv Forum, Milwaukee, WI Affluence : 17 448 Arbitres : #15 Zach Zarba, #77 Karl Lane, #9 Natalie Sago | TNT |
| 5 décembre 2023 19h30 EDT | Rapport | Julius Randle, 41 R. J. Barrett, 8 Jalen Brunson, 6 | Points Rebonds Passes d.                       | Giánnis Antetokoúnmpo, 35 G. Antetokoúnmpo, B. Lopez, 8 Giánnis Antetokoúnmpo, 10 |  | Fiserv Forum, Milwaukee, WI Affluence : 17 448 Arbitres : #15 Zach Zarba, #77 Karl Lane, #9 Natalie Sago | TNT |

| 5 décembre 2023 22h00 EDT | Rapport | Suns de Phoenix 103, Lakers de Los Angeles 106     | Suns de Phoenix 103, Lakers de Los Angeles 106 | Suns de Phoenix 103, Lakers de Los Angeles 106      |  | Crypto.com Arena, Los Angeles, CA Affluence : 18 664 Arbitres : #58 Josh Tiven, #37 Eric Dalen, #49 Tom Washington | TNT |
| 5 décembre 2023 22h00 EDT | Rapport | Score par quart-temps : 23-33, 24-26, 35-24, 21-23 |                                                |                                                     |  | Crypto.com Arena, Los Angeles, CA Affluence : 18 664 Arbitres : #58 Josh Tiven, #37 Eric Dalen, #49 Tom Washington | TNT |
| 5 décembre 2023 22h00 EDT | Rapport | Score par mi-temps : 47-59, 56-47                  |                                                |                                                     |  | Crypto.com Arena, Los Angeles, CA Affluence : 18 664 Arbitres : #58 Josh Tiven, #37 Eric Dalen, #49 Tom Washington | TNT |
| 5 décembre 2023 22h00 EDT | Rapport | Kevin Durant, 31 Devin Booker, 11 Devin Booker, 6  | Points Rebonds Passes d.                       | LeBron James, 31 Anthony Davis, 15 LeBron James, 11 |  | Crypto.com Arena, Los Angeles, CA Affluence : 18 664 Arbitres : #58 Josh Tiven, #37 Eric Dalen, #49 Tom Washington | TNT |

### Demi-finales
| 7 décembre 2023 17h00 EDT | Rapport | Pacers de l'Indiana 128, Bucks de Milwaukee 119             | Pacers de l'Indiana 128, Bucks de Milwaukee 119 | Pacers de l'Indiana 128, Bucks de Milwaukee 119                       |  | T-Mobile Arena, Las Vegas, NV Affluence : 16 837 Arbitres : #60 James Williams, #50 Gediminas Petraitis, #22 JB DeRosa | ESPN |
| 7 décembre 2023 17h00 EDT | Rapport | Score par quart-temps : 27-29, 36-22, 28-43, 37-25          |                                                 |                                                                       |  | T-Mobile Arena, Las Vegas, NV Affluence : 16 837 Arbitres : #60 James Williams, #50 Gediminas Petraitis, #22 JB DeRosa | ESPN |
| 7 décembre 2023 17h00 EDT | Rapport | Score par mi-temps : 63-51, 65-68                           |                                                 |                                                                       |  | T-Mobile Arena, Las Vegas, NV Affluence : 16 837 Arbitres : #60 James Williams, #50 Gediminas Petraitis, #22 JB DeRosa | ESPN |
| 7 décembre 2023 17h00 EDT | Rapport | Tyrese Haliburton, 27 Buddy Hield, 11 Tyrese Haliburton, 15 | Points Rebonds Passes d.                        | Giánnis Antetokoúnmpo, 37 Giánnis Antetokoúnmpo, 10 Damian Lillard, 7 |  | T-Mobile Arena, Las Vegas, NV Affluence : 16 837 Arbitres : #60 James Williams, #50 Gediminas Petraitis, #22 JB DeRosa | ESPN |

| 7 décembre 2023 22h00 EDT | Rapport | Pelicans de La Nouvelle-Orléans 89, Lakers de Los Angeles 133 | Pelicans de La Nouvelle-Orléans 89, Lakers de Los Angeles 133 | Pelicans de La Nouvelle-Orléans 89, Lakers de Los Angeles 133 |  | T-Mobile Arena, Las Vegas, NV Affluence : 18 017 Arbitres : #48 Scott Foster, #34 Kevin Cutler, #13 Ashley Moyer-Gleich | TNT |
| 7 décembre 2023 22h00 EDT | Rapport | Score par quart-temps : 30-29, 24-38, 17-43, 18-23            |                                                               |                                                               |  | T-Mobile Arena, Las Vegas, NV Affluence : 18 017 Arbitres : #48 Scott Foster, #34 Kevin Cutler, #13 Ashley Moyer-Gleich | TNT |
| 7 décembre 2023 22h00 EDT | Rapport | Score par mi-temps : 54-67, 35-66                             |                                                               |                                                               |  | T-Mobile Arena, Las Vegas, NV Affluence : 18 017 Arbitres : #48 Scott Foster, #34 Kevin Cutler, #13 Ashley Moyer-Gleich | TNT |
| 7 décembre 2023 22h00 EDT | Rapport | Trey Murphy III, 14 Dyson Daniels, 8 Brandon Ingram, 7        | Points Rebonds Passes d.                                      | LeBron James, 30 Anthony Davis, 15 LeBron James, 8            |  | T-Mobile Arena, Las Vegas, NV Affluence : 18 017 Arbitres : #48 Scott Foster, #34 Kevin Cutler, #13 Ashley Moyer-Gleich | TNT |

### Finale
| 9 décembre 2023 20h30 EDT | Rapport | Pacers de l'Indiana 109, Lakers de Los Angeles 123             | Pacers de l'Indiana 109, Lakers de Los Angeles 123 | Pacers de l'Indiana 109, Lakers de Los Angeles 123      |  | T-Mobile Arena, Las Vegas, NV Affluence : 19 021 Arbitres : #16 David Guthrie, #39 Tyler Ford, #27 Mitchell Ervin | ABC |
| 9 décembre 2023 20h30 EDT | Rapport | Score par quart-temps : 29-34, 31-31, 22-25, 27-33             |                                                    |                                                         |  | T-Mobile Arena, Las Vegas, NV Affluence : 19 021 Arbitres : #16 David Guthrie, #39 Tyler Ford, #27 Mitchell Ervin | ABC |
| 9 décembre 2023 20h30 EDT | Rapport | Score par mi-temps : 60-65, 49-58                              |                                                    |                                                         |  | T-Mobile Arena, Las Vegas, NV Affluence : 19 021 Arbitres : #16 David Guthrie, #39 Tyler Ford, #27 Mitchell Ervin | ABC |
| 9 décembre 2023 20h30 EDT | Rapport | Haliburton, Mathurin, 20 Myles Turner, 7 Tyrese Haliburton, 11 | Points Rebonds Passes d.                           | Anthony Davis, 41 Anthony Davis, 20 D'Angelo Russell, 7 |  | T-Mobile Arena, Las Vegas, NV Affluence : 19 021 Arbitres : #16 David Guthrie, #39 Tyler Ford, #27 Mitchell Ervin | ABC |

## Récompenses

### Distinctions personnelles
Les Lakers de Los Angeles remportent le tout premier NBA In-Season Tournament de l'histoire et LeBron James est nommé MVP du tournoi. Le 11 décembre, la NBA annonce une All-Tournament Team.
| Pos. | Joueur                | Équipe                |
| ---- | --------------------- | --------------------- |
| G    | Tyrese Haliburton     | Pacers de l'Indiana   |
| F    | Giánnis Antetokoúnmpo | Bucks de Milwaukee    |
| F    | Kevin Durant          | Suns de Phoenix       |
| F    | LeBron James (MVP)    | Lakers de Los Angeles |
| C    | Anthony Davis         | Lakers de Los Angeles |

### Gains
Les joueurs des équipes qualifiées pour les phases finales du tournoi, reçoivent des primes à hauteur du stade de la compétition atteint :
- 50 000$ pour chaque joueur éliminé en quart de finale.
- 100 000$ pour chaque joueur éliminé en demi-finale.
- 200 000$ pour chaque joueur finaliste.
- 500 000$ pour chaque joueur de l'équipe championne.